# Kawasaki Z 400 J
Kawasaki Z 400 J ist ein Motorradmodell der japanischen Kawasaki Heavy Industries.

## Geschichte
Das Modell (Z 400 J, gelegentlich auch als Z 400 Four bezeichnet) wurde 1980 in Deutschland vorgestellt.

## Z 400 J
Der Motor ist ein luftgekühlter Vierzylinder-Viertaktmotor mit 399 cm³ Hubraum und kettengetriebener obenliegender Nockenwelle. Er basiert auf dem Motor der Z 500B. Der veränderte Motor ist nicht nur mit einer verkleinerten Bohrung, sondern auch mit einer Kurbelwelle mit kürzerem Hub bestückt. Angepasst wurden gleichfalls Primär- und Sekundärübersetzung wie auch die Vergaserquerschnitte. Für den deutschen Markt konnte das Modell mit halbmondförmigen Aluminiumeinsätzen in den Ansaugstutzen sowie kleineren Hauptdüsen auf 27 PS (20 kW) reduziert werden. Diese Leistung lag bei 7500/min an, das maximale Drehmoment von 28 Nm wurde bei 6500/min erreicht. Damit beschleunigte das 210 kg schwere Motorrad auf über 140 km/h und machte das Modell zum schnellsten seiner Leistungsklasse in dieser Zeit. Die ungedrosselte Version mit 43 PS (32 kW) schaffte es auf über 160 km/h. Die hintere Scheibenbremse der Z 500 B wurde durch eine gestängebetätigte Trommelbremse ersetzt. Die Z 400 J kostete in Deutschland 600 DM weniger als die Z 500 B.

## Z 400 J2
Im Jahr 1981 erschien die Z 400 J2 nicht mehr in Silbergrau, sondern in hellem Silbermetallic, die kontaktgesteuerte Zündung wurde durch eine kontaktlose Zündung ersetzt. Die Gabel konnte jetzt luftunterstützt werden, die hinteren Stoßdämpfer ließen sich in der Dämpfung vierfach verstellen. Die Reifen waren in der neuen Ausführung schlauchlos.

## Z 400 J3
Im Jahr 1982 bot Kawasaki die Z 400 J zusätzlich auch in Blau und Rot an, diese Modelle wurden auch im folgenden Jahr angeboten.

## ZR 400 B1
Im Jahr 1984 wurde das Modell komplett überarbeitet, für den Preis von 5940,00 DM hatte es das Fahrwerk der Z 550 F mit Unitrak-Federung (Kawasaki Bezeichnung der Hinterradfederung mittels Monofederbein und Umlenkgestänge).